# Kleinbrembach
Kleinbrembach ist ein Ortsteil der Landgemeinde Buttstädt im Landkreis Sömmerda in Thüringen.

## Geografie
Kleinbrembach liegt im östlichen Teil des Thüringer Beckens zwischen Ettersberg und Finne an der Scherkonde.

## Geschichte
Erstmals wurde der Ort im Breviarium Sancti Lulli, dem Hersfelder Güterverzeichnis von 775 bis 786, als Brembach urkundlich erwähnt. Die ersten Besitzer waren die Grafen von Orlamünde und das Kapitel zu Nordhausen.

### Orlamündischer, später Erfurter Anteil
Der Orlamündische Anteil gelangte an den Grafen von Schwarzburg und von diesem 1386 an den Rat der Stadt Erfurt, die Lehen und Zinsen aber an das Kartäuserkloster Erfurt. 1483 kam der Erfurtische Anteil von Kleinbrembach zum "Amt Vippach", welches aus den drei Exklaven Schloßvippach, Berlstedt und Kleinbrembach bestand. Es gehörte mit Erfurt seit 1664 zu Kurmainz, seit 1802 zu Preußen und seit 1807 zum französischen Fürstentum Erfurt. Mit dem Wiener Kongress kamen die drei Orte des Amts Vippach an das Großherzogtum Sachsen-Weimar-Eisenach, wodurch ihr Exklavenstatus endete.

### Nordhäuser, später Weimarischer Anteil
Der Nordhäuser Anteil gelangte an das Herzogtum Sachsen-Weimar. Er gehörte zu dem Teil der "Vogtei Brembach", welcher 1664 zum Amt Großrudestedt kam. Dieses gehörte ab 1672 zum Herzogtum Sachsen-Eisenach und ab 1741 zum Herzogtum Sachsen-Weimar-Eisenach.

### 19. Jahrhundert bis zur Gegenwart
Nachdem der Erfurtische Anteil von Kleinbrembach durch den Wiener Kongress im Jahr 1815 ebenfalls zum Großherzogtum Sachsen-Weimar-Eisenach kam, gehörten beide Ortsteile nun gemeinsam zum Amt Großrudestedt, welches 1850 verwaltungsmäßig im Verwaltungsbezirk Weimar und juristisch im Amtsgerichtsbezirk Großrudestedt aufging. 1918 wurde aus dem Großherzogtum Sachsen-Weimar-Eisenach der Freistaat Sachsen-Weimar-Eisenach, der wiederum am 1. Mai 1920 im Land Thüringen aufging. Seit 1922 gehörte Kleinbrembach zum Landkreis Weimar. Bei der Gebietsreform von 1952 in der DDR wurde das Land Thüringen aufgelöst und der Landkreis Weimar aufgeteilt, sodass Kleinbrembach seitdem zum Kreis Sömmerda im Bezirk Erfurt gehörte. Nach der Neugründung des Freistaats Thüringen 1990 gehört Kleinbrembach seitdem zum Landkreis Sömmerda. Kurze Zeit später schloss sich der Ort der Verwaltungsgemeinschaft Buttstädt an.
Am 1. Januar 2019 wurde die Gemeinde Kleinbrembach mit den weiteren Gemeinden der Verwaltungsgemeinschaft Buttstädt zur Landgemeinde Buttstädt zusammengeschlossen.

## Politik

### Gemeinderat
Der Gemeinderat aus Kleinbrembach setzte sich zuletzt aus 6 Ratsfrauen und Ratsherren der Wählergemeinschaft Kleinbrembach zusammen.
(Stand: Kommunalwahl am 25. Mai 2014)

### Bürgermeister
Der ehrenamtliche Bürgermeister Peter Hildebrandt wurde am 26. Juni 2004 gewählt. 2005 ist er plötzlich und unerwartet verstorben. Seit dem 22. Januar 2006 ist Beate Raube Bürgermeisterin, die zuletzt am 19. November 2017 wiedergewählt wurde.

### Wappen
Das Wappen ist geteilt von Silber und Rot und zeigt oben einen schwarzen Pflug und unten die silberne Kurvatur eines Bischofsstabes.

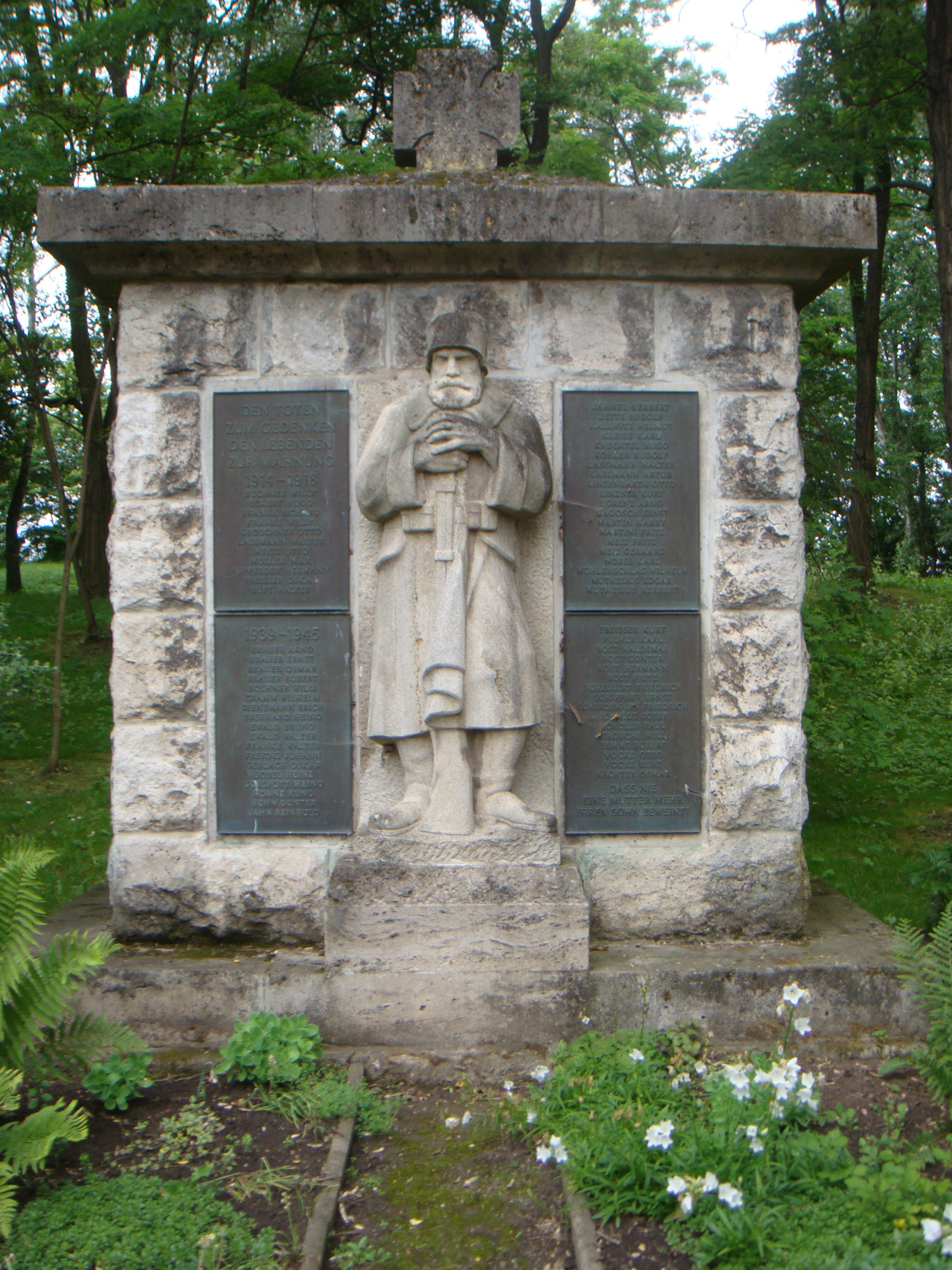
Kriegerdenkmal aus dem Ersten Weltkrieg mit Namensergänzungen und neuer pazifistischer Sinngebung

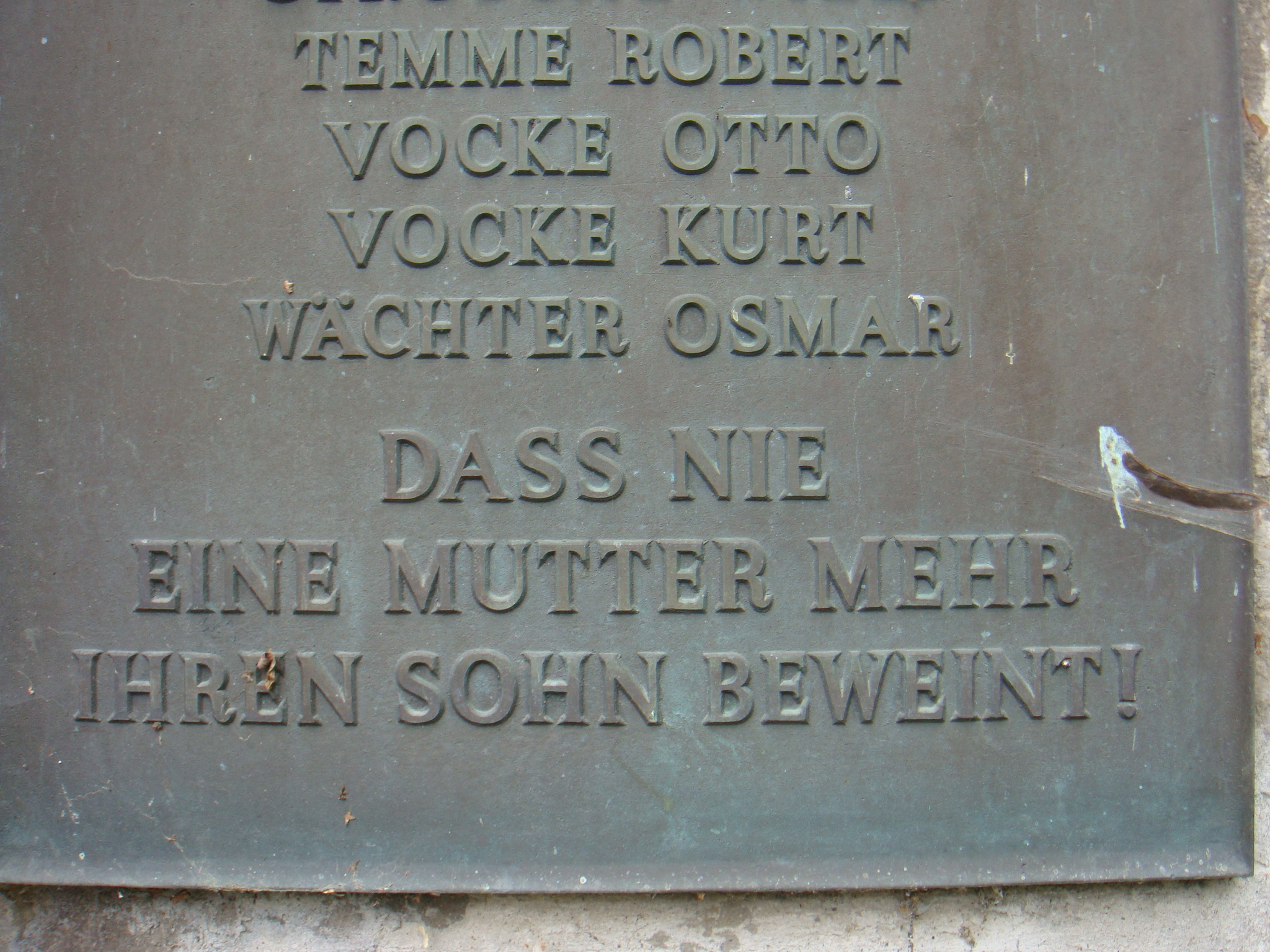
Veränderte Sinngebung mit Text aus der DDR-Nationalhymne

## Sonstiges
Während des Zweiten Weltkrieges mussten mehr als 60 Kriegsgefangene aus Frankreich sowie Frauen und Männer aus Russland und Polen bei Bauern Zwangsarbeit verrichten.
An der Kirche wurde nach dem Ersten Weltkrieg ein Kriegerdenkmal errichtet. Die Namen der im Zweiten Weltkrieg umgekommenen Soldaten wurden später hinzugefügt. Ein Vers aus dem Text der DDR-Nationalhymne steht ebenfalls auf dem Denkmal. 

## Persönlichkeiten
- Wilhelm Gottlieb Tennemann (1761–1819), Philosoph und Philosophiehistoriker
- Paul Ritter (1887–1968), Schriftsteller und NSDAP-Funktionär

### Literatur

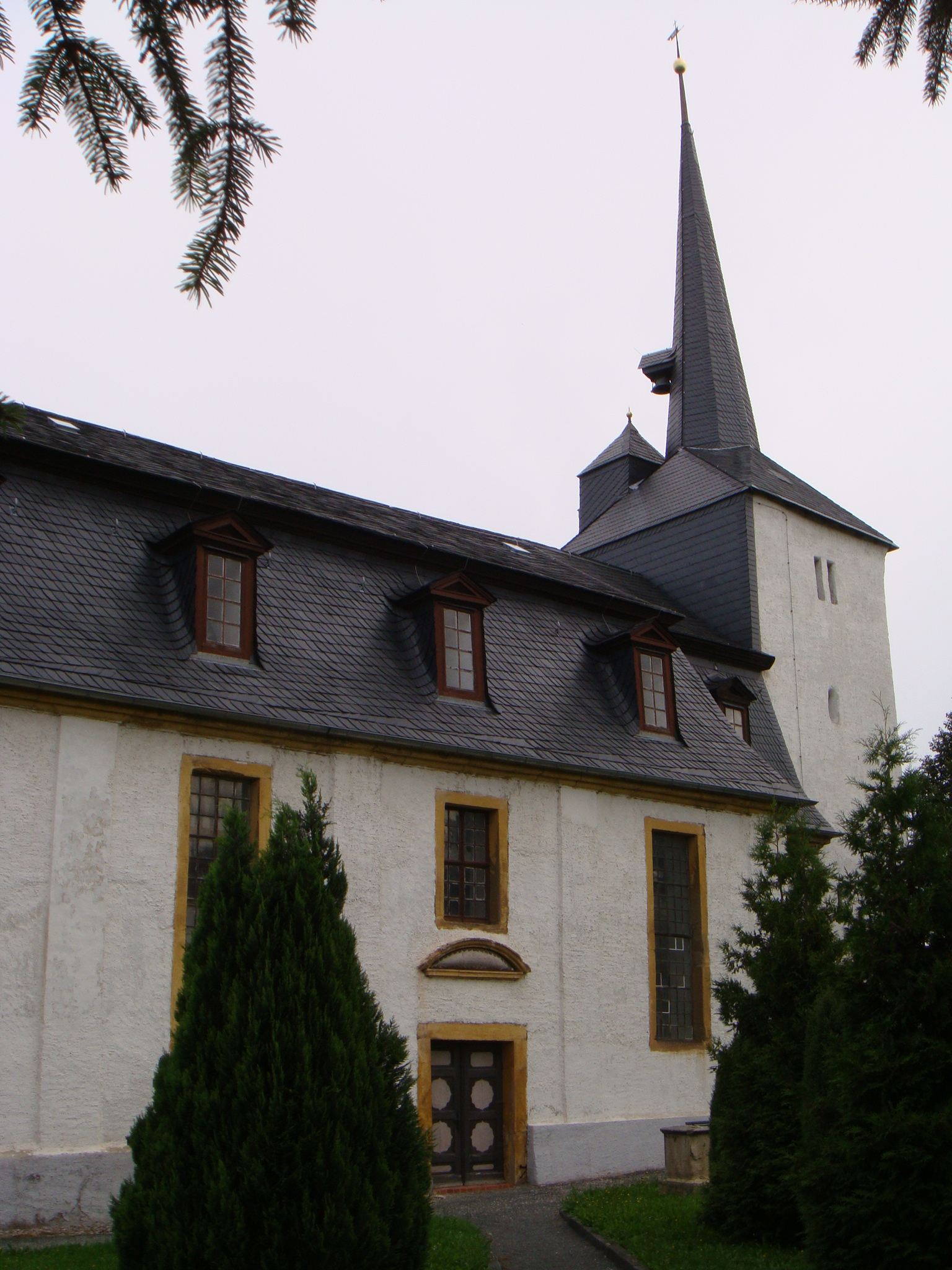
Evangelische Kirche, 2010